# Supercopa de La Liga 2024
La Supercopa de La Liga 2024, fue la sexta edición de este certamen. Se disputó entre Boca Juniors, campeón de la Liga Nacional de Básquet 2023-24; y Quimsa, campeón de la Copa Súper 20 2024.
El encuentro se jugó el 17 de enero de 2025, dónde Boca Juniors venció a Quimsa 90-75, consagrándose campeón por primera vez de la copa.

## Equipos participantes
| Equipo       | Clasificación                                  | Participación |
| ------------ | ---------------------------------------------- | ------------- |
| Boca Juniors | Campeón de la Liga Nacional de Básquet 2023-24 | 1.ª           |
| Quimsa       | Campeón de la Copa Súper 20 2024               | 4.ª           |

## Partido
| 17 de enero de 2025 | Boca Juniors                                                   | 90–75                                 | Quimsa                                                           | Buenos Aires                                                                                                   |  |
| 21:00               | Parciales: 21-13, 21-24, 21-20, 27-18                          | Parciales: 21-13, 21-24, 21-20, 27-18 | Parciales: 21-13, 21-24, 21-20, 27-18                            | |  |
|                     | Estadísticas Vildoza, J. (24) Ibargüen, A. (10) Cuello, M. (4) | Reporte Pts Reb Asts                  | Estadísticas (15) Brussino, J. (5) Miller, T. (2) Tres jugadores | Pabellón: El Templo del Rock Árbitros: Alejandro Chiti Oscar Brítez Julio Dinamarca Televisión: Basquetpass.TV |  |